# Specie di Geranium
Elenco delle specie di Geranium:

## A
- Geranium aculeolatum Oliv.
- Geranium aequale (Bab.) Aedo
- Geranium affine Ledeb.
- Geranium albanum M.Bieb.
- Geranium albicans A.St.-Hil.
- Geranium albiflorum Ledeb.
- Geranium alboroseum Bomble
- Geranium alonsoi Aedo
- Geranium alpicola Loes.

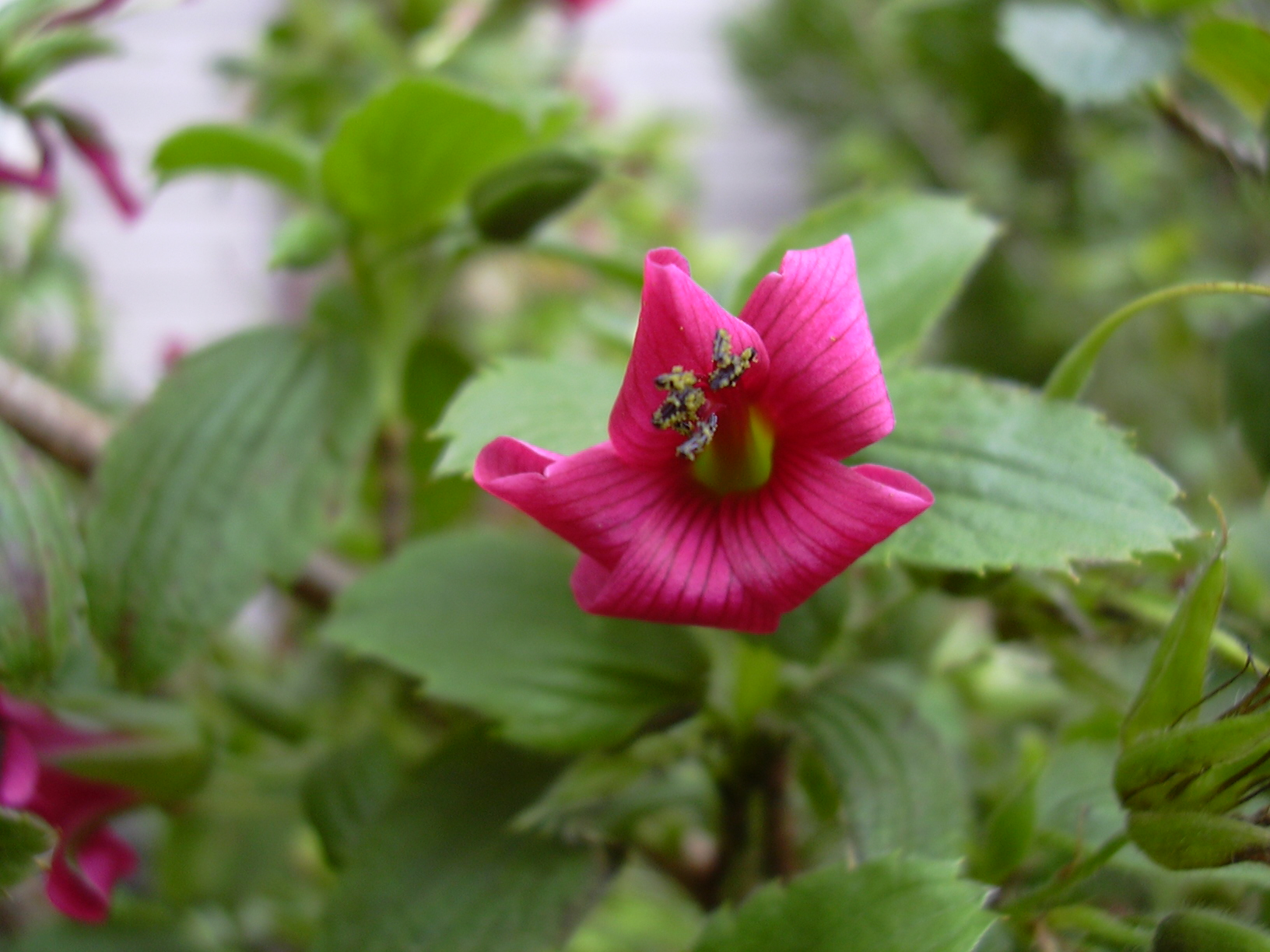
Geranium arboreum.

- Geranium amatolicum Hilliard & B.L.Burtt
- Geranium andicola Loes.
- Geranium andringitrense H.Perrier
- Geranium angustipetalum Hilliard & B.L.Burtt
- Geranium antisanae R.Knuth
- Geranium antrorsum Carolin
- Geranium arabicum Forssk.
- Geranium arachnoideum A.St.-Hil.
- Geranium arboreum A.Gray
- Geranium ardjunense Zoll. & Moritzi
- Geranium argenteum L.
- Geranium aristatum Freyn & Sint.
- Geranium arnottianum Steud.
- Geranium asiaticum Serg.
- Geranium asphodeloides Burm.f.
- Geranium atlanticum Boiss.
- Geranium ayacuchense R.Knuth
- Geranium ayavacense Willd. ex Kunth
- Geranium azorelloides Sandwith

## B
- Geranium balgooyi Veldkamp
- Geranium baschkyzylsaicum Nabiev
- Geranium baurianum R.Knuth
- Geranium bellum Rose
- Geranium bequaertii De Wild.
- Geranium berteroanum Colla
- Geranium bicknellii Britton
- Geranium biuncinatum Kokwaro
- Geranium bohemicum L.
- Geranium brasiliense Progel
- Geranium brevicaule Hook.

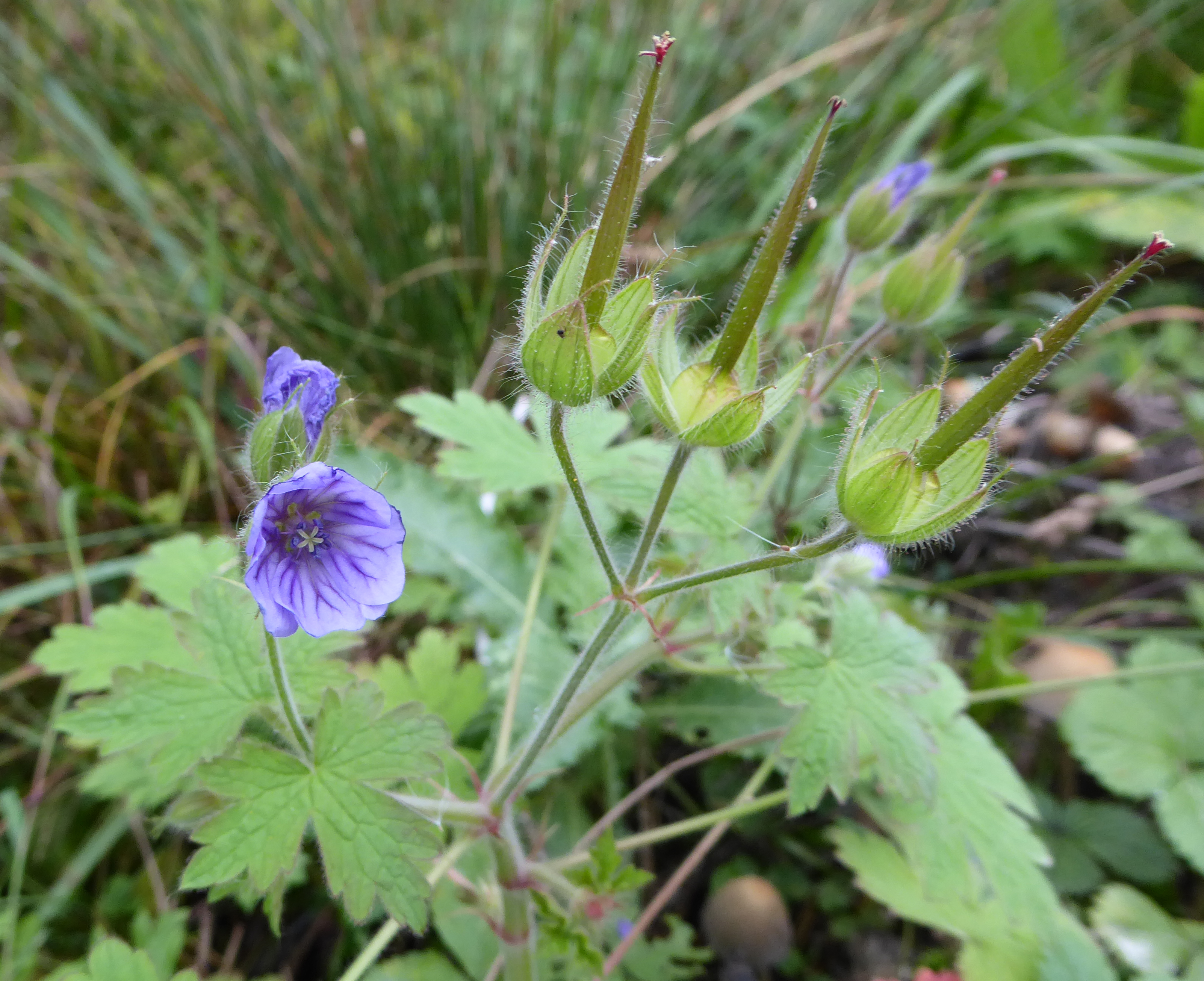
Geranium bohemicum.

- Geranium brevipes Hutch. & Dalziel
- Geranium brutium Gasp.
- Geranium brycei N.E.Br.

## C
- Geranium caeruleatum Schur
- Geranium caespitosum E.James
- Geranium caffrum Eckl. & Zeyh.

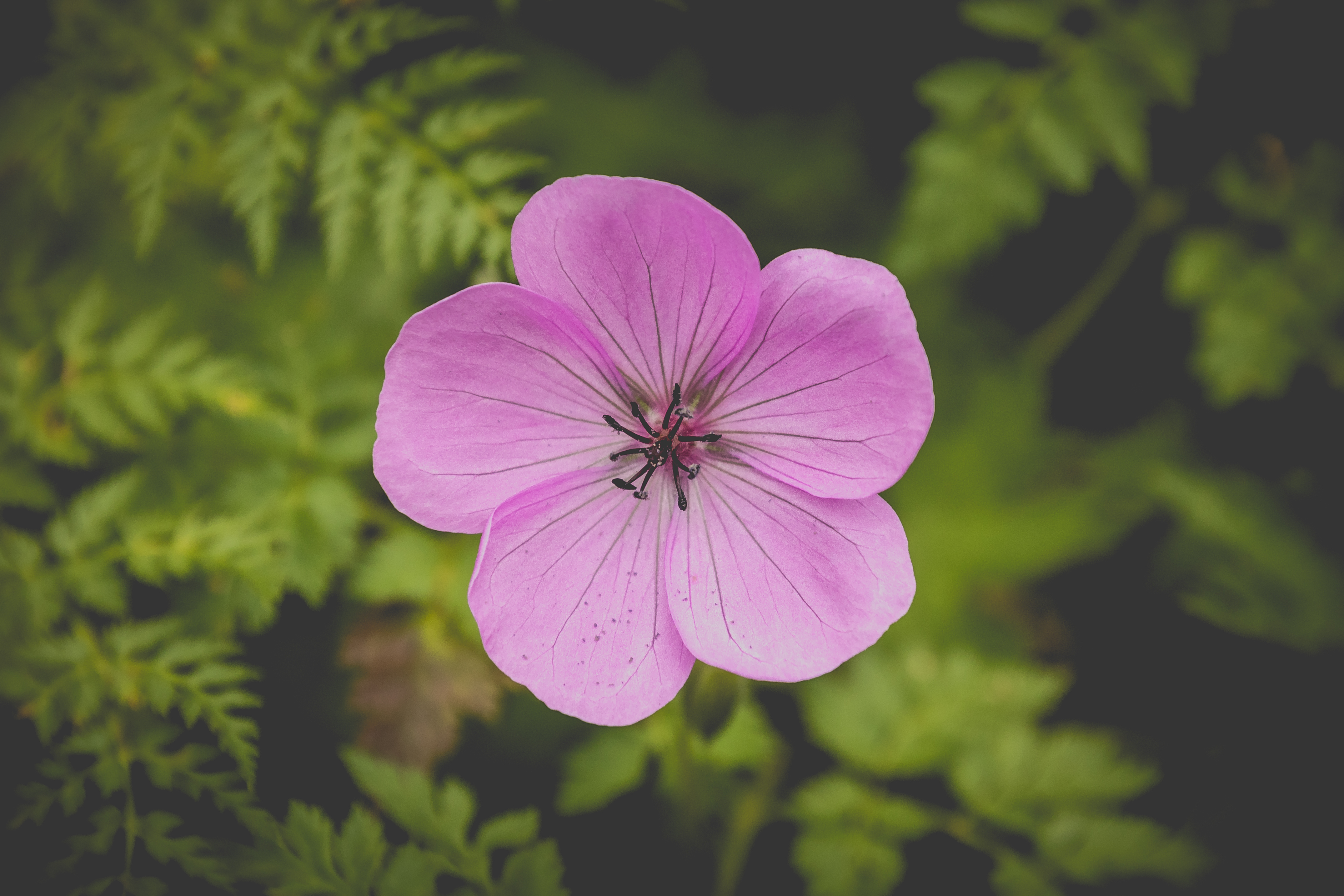
Geranium cinereum.

- Geranium californicum G.N.Jones & F.F.Jones
- Geranium camaense C.C.Huang
- Geranium campanulatum Paray
- Geranium campii H.E.Moore
- Geranium canescens L'Hér.
- Geranium canopurpureum P.F.Yeo
- Geranium carolinianum L.
- Geranium castroviejoi Aedo
- Geranium cataractarum Coss.
- Geranium cazorlense Heywood
- Geranium charucanum Standl.
- Geranium chilloense Willd. ex Kunth
- Geranium christensenianum Hand.-Mazz.
- Geranium cinereum Cav.
- Geranium clarkei P.F.Yeo
- Geranium clemensiae R.Knuth
- Geranium collinum Stephan ex Willd.
- Geranium columbinum L.
- Geranium comarapense R.Knuth
- Geranium contortum Eckl. & Zeyh.
- Geranium core-core Steud.
- Geranium costaricense H.E.Moore
- Geranium crassipes Hook. ex A.Gray
- Geranium crenatifolium H.E.Moore
- Geranium crenophilum Boiss.
- Geranium cruceroense R.Knuth
- Geranium cuneatum Hook.

## D
- Geranium dahuricum DC.

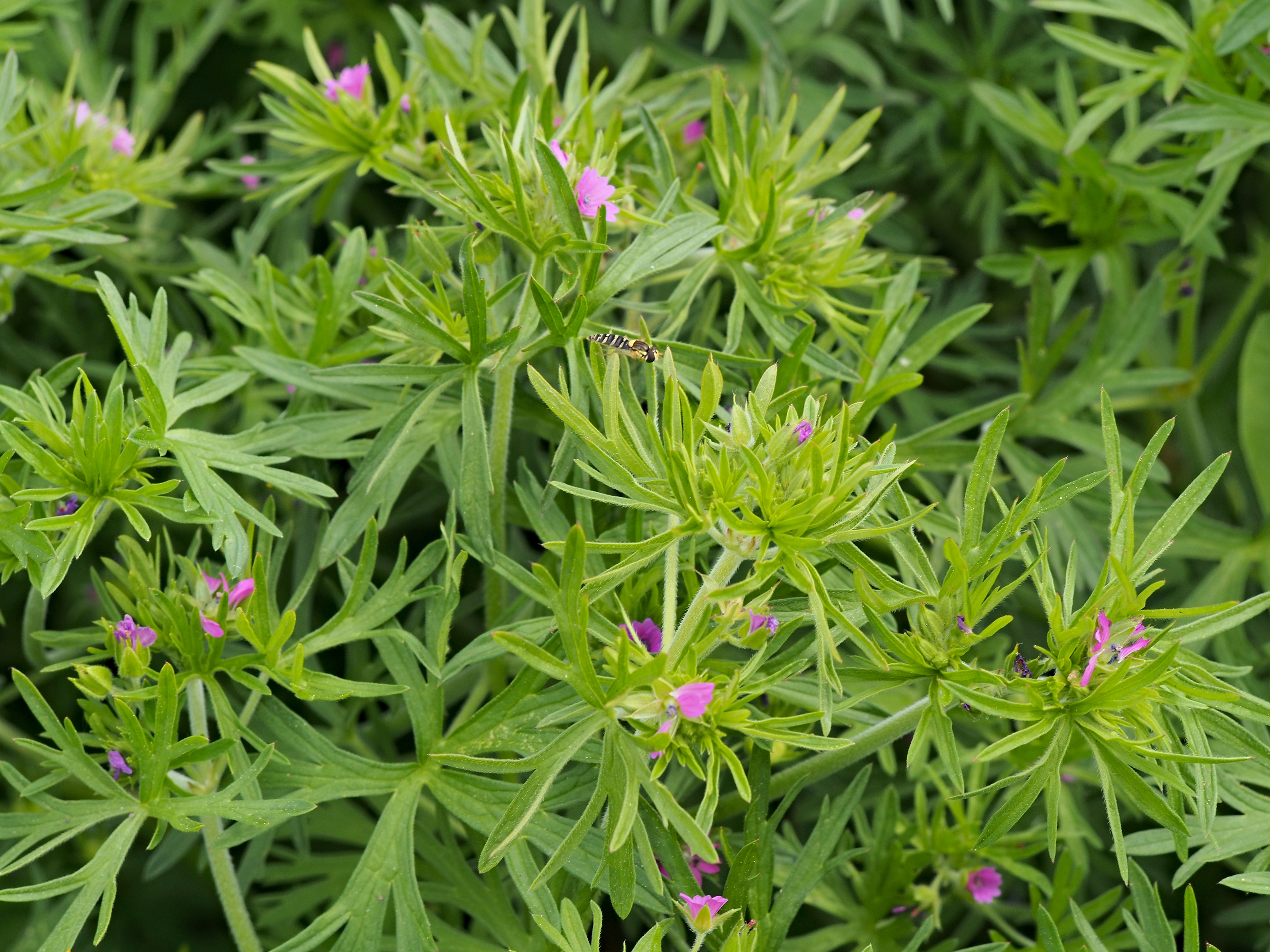
Geranium dissectum.

- Geranium dalmaticum (Beck) Rech.f.
- Geranium delavayi Franch.
- Geranium deltoideum Rydb.
- Geranium diffusum Kunth
- Geranium digitatum R.Knuth
- Geranium discolor Hilliard & B.L.Burtt
- Geranium dissectum L.
- Geranium divaricatum Ehrh.
- Geranium dodecatheoides P.J.Alexander & Aedo
- Geranium dolomiticum Rothm.
- Geranium donianum Sweet
- Geranium drakensbergense Hilliard & B.L.Burtt
- Geranium dregei Hilliard & B.L.Burtt
- Geranium durangense H.E.Moore

## E

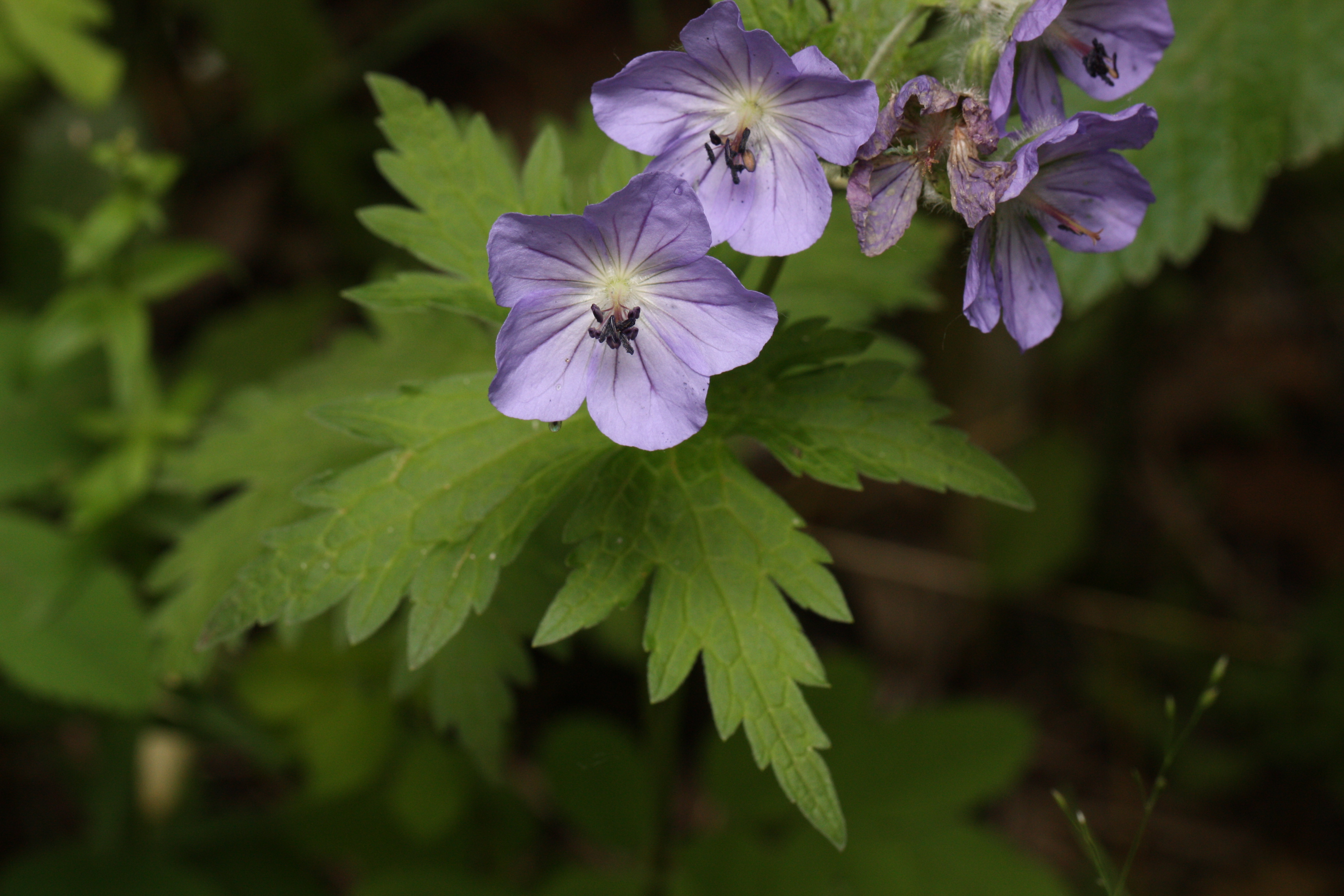
Geranium erianthum.

- Geranium ecuadoriense Hieron.
- Geranium editum Veldkamp
- Geranium elamellatum Kokwaro
- Geranium endressii J.Gay
- Geranium erianthum DC.
- Geranium exallum H.E.Moore
- Geranium exellii J.R.Laundon

## F
- Geranium fallax Steud.
- Geranium farreri Stapf

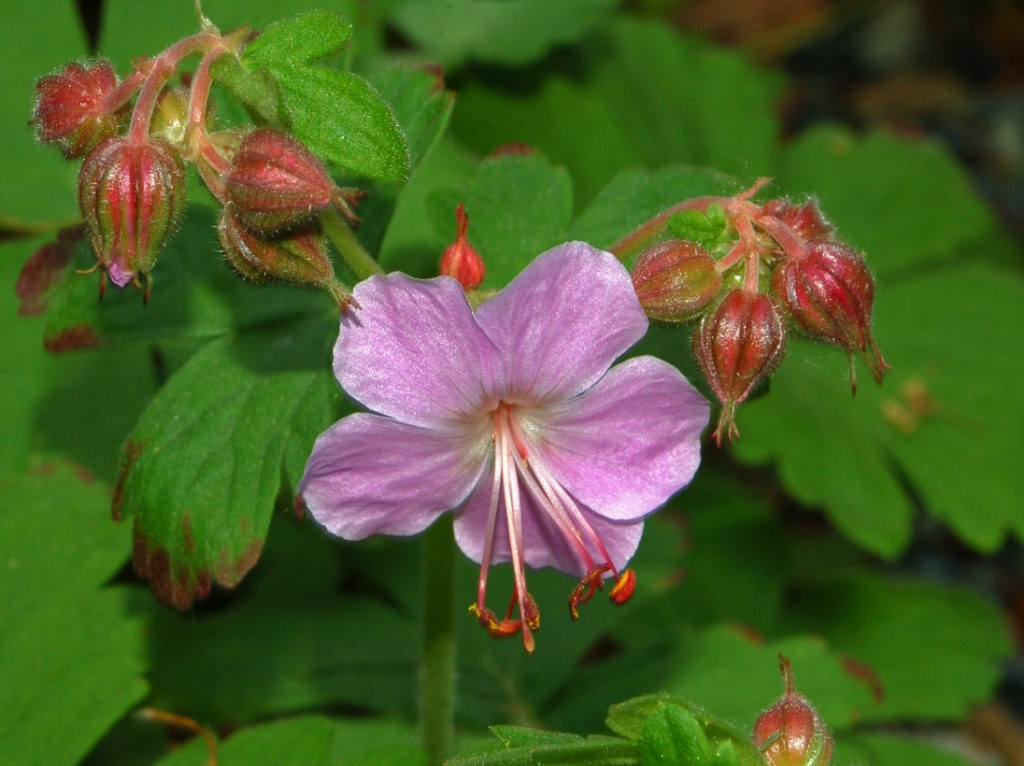
Geranium fremontii.

- Geranium favosum Hochst. ex A.Rich.
- Geranium finitimum Woronow
- Geranium flanaganii Schltr. ex R.Knuth
- Geranium foreroi Aedo
- Geranium franchetii R.Knuth
- Geranium frigidurbis Moerman

## G
- Geranium gentryi H.E.Moore

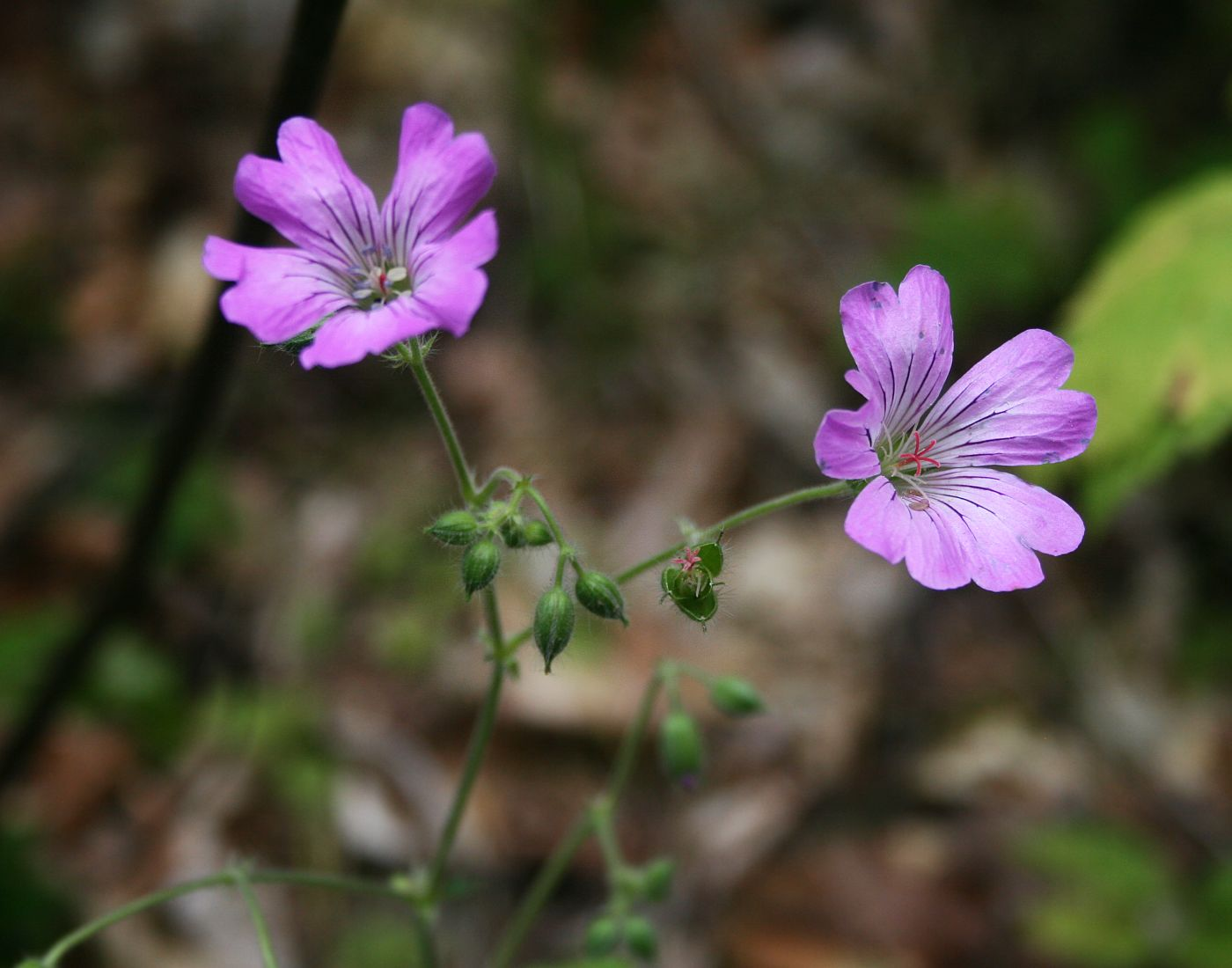
Geranium gracile.

- Geranium glaberrimum Boiss. & Heldr.
- Geranium glanduligerum R.Knuth
- Geranium goldmanii Rose ex Hanks & Small
- Geranium gracile Ledeb. ex Nordm.
- Geranium grande (Carolin) Aedo
- Geranium grandistipulatum Hilliard & B.L.Burtt
- Geranium gymnocaulon DC.

## H

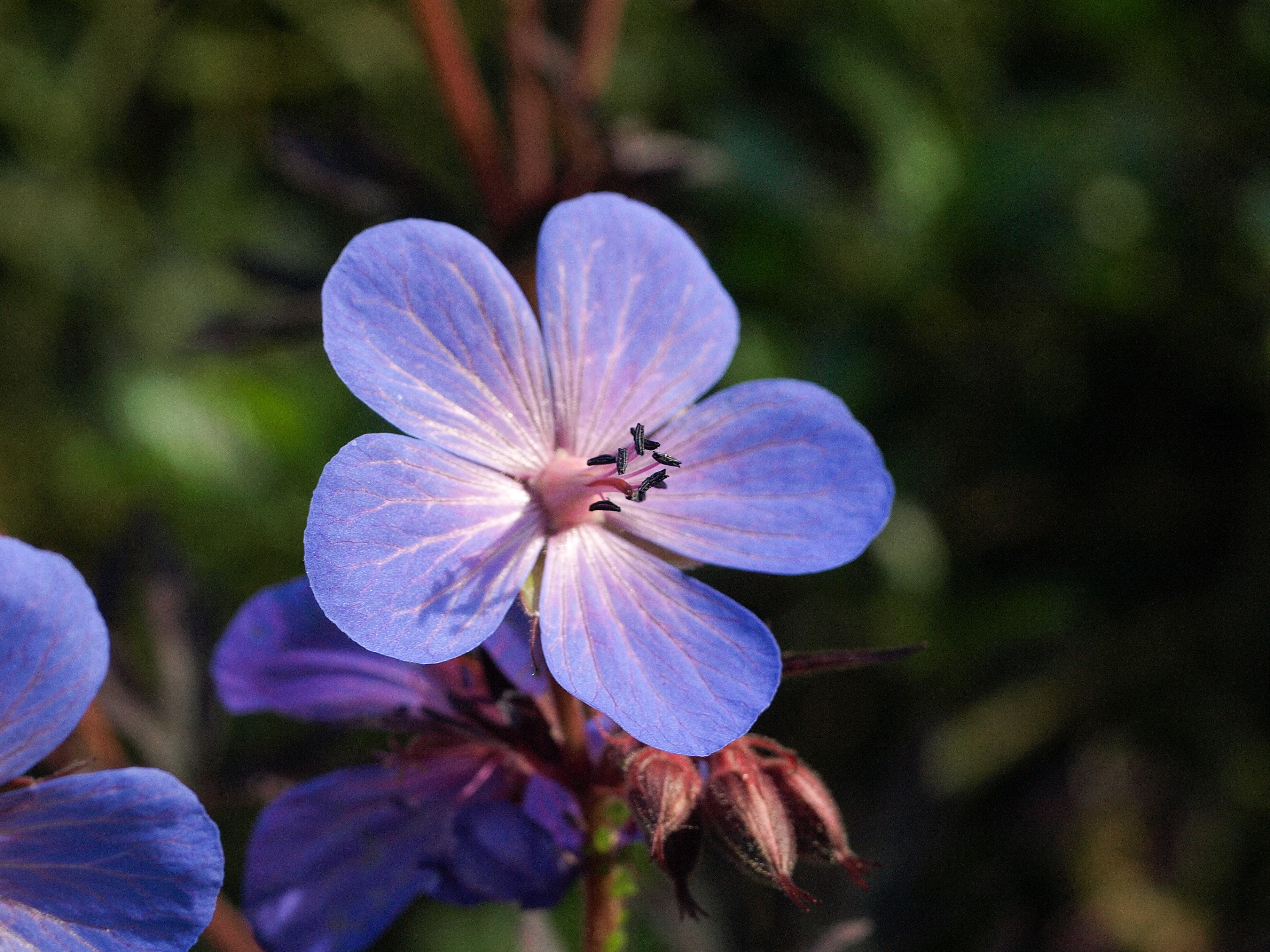
Geranium himalayense.

- Geranium hanaense A.C.Medeiros & H.St.John
- Geranium harveyi Briq.
- Geranium hayatanum Ohwi
- Geranium hernandesii Moc. & Sessé ex DC.
- Geranium hillebrandii Aedo & Muñoz Garm.
- Geranium himalayense Klotzsch
- Geranium hintonii H.E.Moore
- Geranium hispidissimum (Franch.) R.Knuth
- Geranium holosericeum Willd. ex Spreng.
- Geranium homeanum Turcz.
- Geranium humboldtii Spreng.
- Geranium hyperacrion Veldkamp
- Geranium hystricinum H.E.Moore

## I
- Geranium ibericum Cav.
- Geranium igoschinae Troschkina
- Geranium incanum Burm.f.

## J
- Geranium jaekelae J.F.Macbr.
- Geranium jahnii Standl.
- Geranium jaramilloi Aedo

## K
- Geranium kalenderianum Ilçim & Behçet
- Geranium kashmirianum B.L.Sapru & S.K.Raina
- Geranium kauaiense (Rock) H.St.John
- Geranium kikianum Kit Tan & Vold
- Geranium kilimandscharicum Engl.
- Geranium killipii R.Knuth
- Geranium knuthii Nakai
- Geranium koreanum Kom.
- Geranium kotschyi Boiss.
- Geranium krameri Franch. & Sav.
- Geranium krylovii Tzvelev
- Geranium kurdicum Bornm.

## L

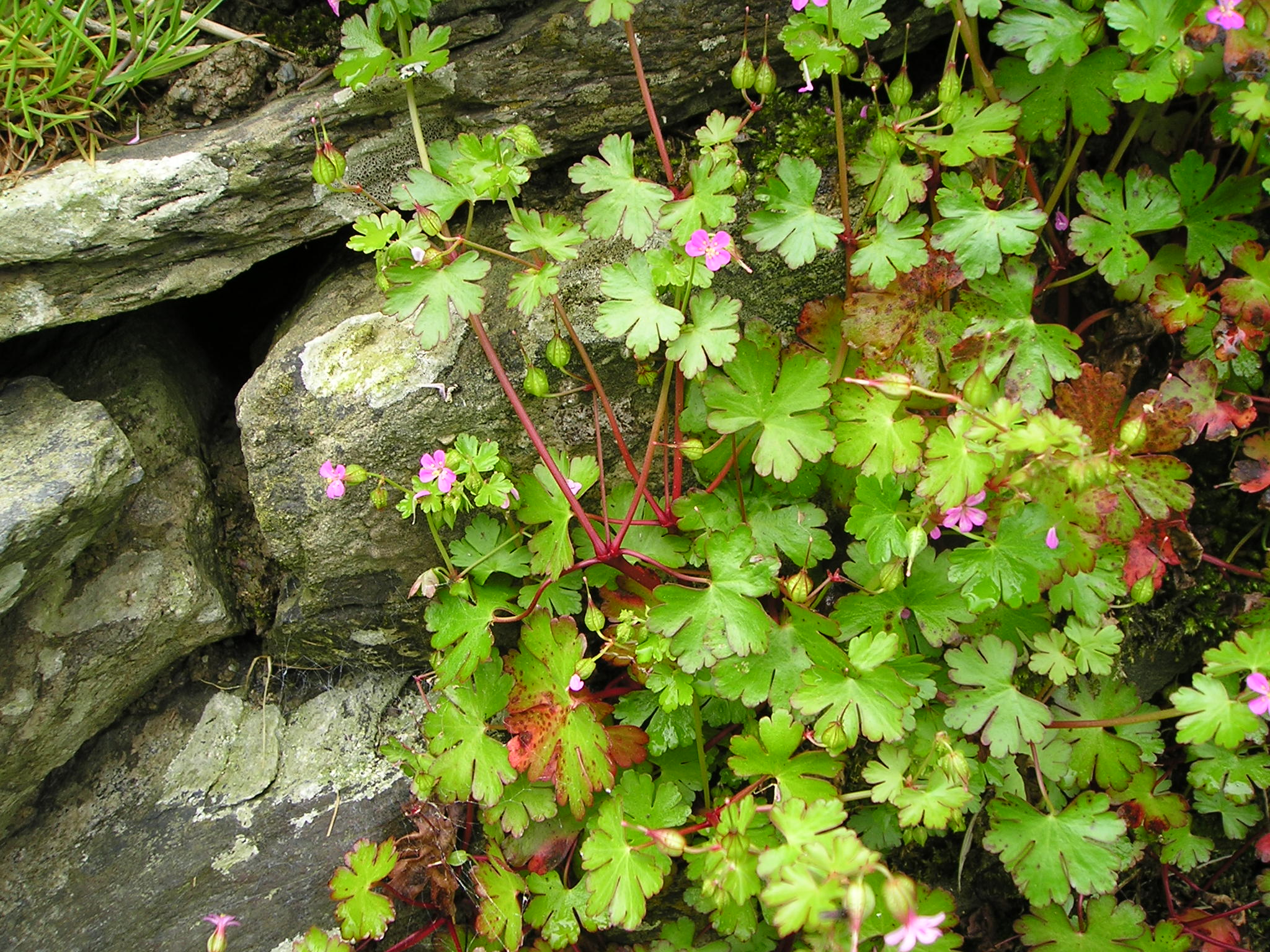
Geranium lucidum.

- Geranium laetum Ledeb.
- Geranium lainzii Aedo
- Geranium lamberti Sweet
- Geranium lanuginosum Lam.
- Geranium lasiocaulon Nakai
- Geranium lasiopus Boiss. & Heldr.
- Geranium latilobum H.E.Moore
- Geranium latum Small
- Geranium laxicaule R.Knuth
- Geranium lazicum (Woronow) Aedo
- Geranium lechleri R.Knuth
- Geranium lentum Wooton & Standl.
- Geranium leptodactylon Veldkamp
- Geranium leucanthum Griseb.
- Geranium libani P.H.Davis
- Geranium libanoticum Schenk
- Geranium lignosum R.Knuth
- Geranium lilacinum R.Knuth
- Geranium limae R.Knuth
- Geranium lindenianum Turcz.
- Geranium linearilobum DC.
- Geranium loxense Halfd.-Niels.
- Geranium lozanoi Rose
- Geranium lucidum L.

## M
- Geranium macbridei Aedo
- Geranium macrorrhizum L.
- Geranium macrostylum Boiss.
- Geranium maculatum L.
- Geranium maderense Yeo
- Geranium madrense Rose
- Geranium magellanicum Hook.f.
- Geranium magniflorum R.Knuth
- Geranium makmelicum Aedo

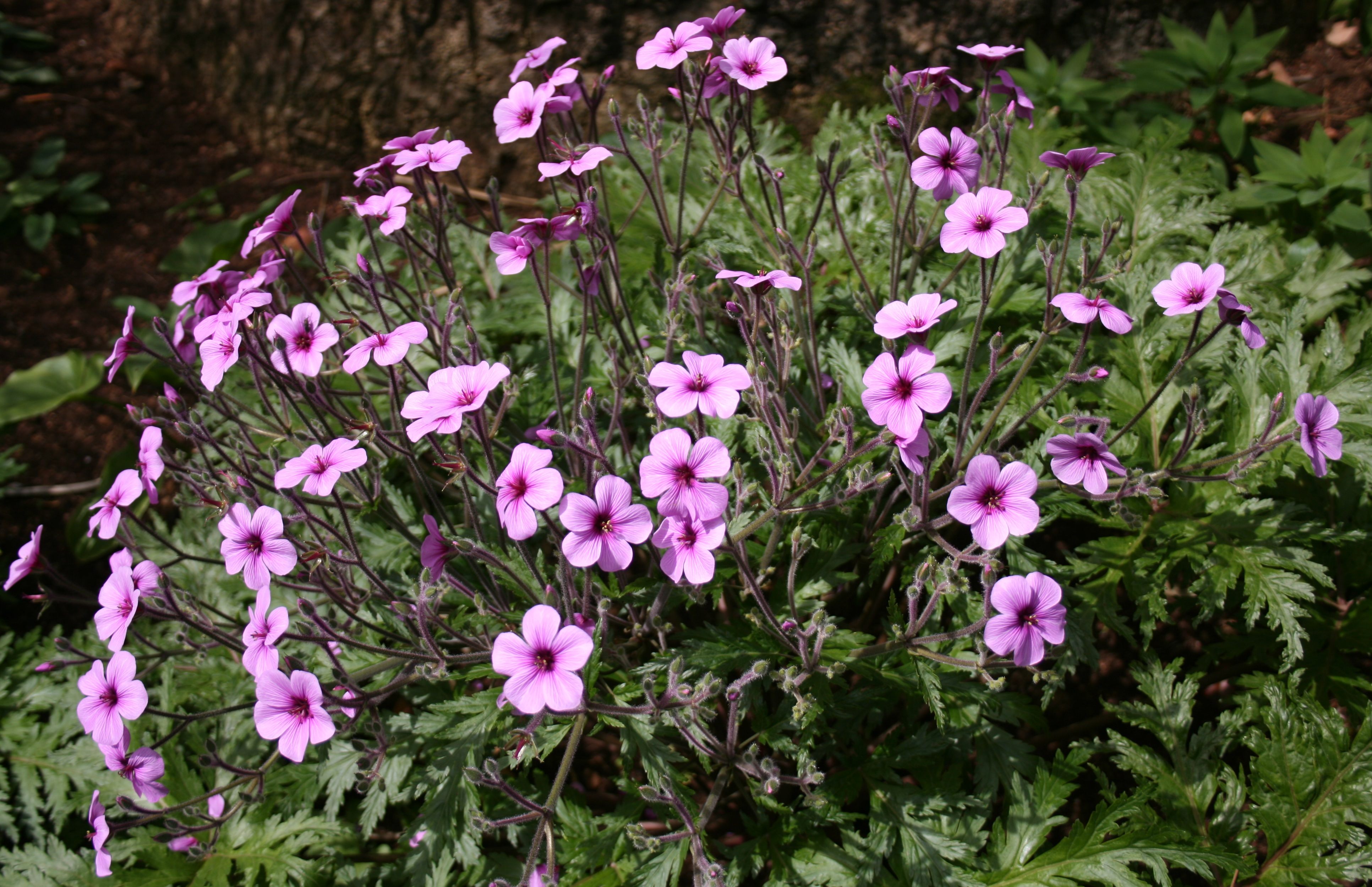
Geranium maderense.

- Geranium malviflorum Boiss. & Reut.
- Geranium malyschevii Troschkina
- Geranium maniculatum H.E.Moore
- Geranium mascatense Boiss.
- Geranium matucanense R.Knuth
- Geranium maximowiczii Regel & Maack
- Geranium meridense Pittier
- Geranium mexicanum Kunth
- Geranium mlanjense J.R.Laundon
- Geranium molle L.
- Geranium monanthum Small
- Geranium monticola Ridl.
- Geranium mooreanum Aedo
- Geranium moupinense Franch.
- Geranium multiceps Turcz.
- Geranium multiflorum A.Gray
- Geranium multipartitum Benth.
- Geranium multisectum N.E.Br.
- Geranium mutisii Aedo

## N
- Geranium nakaoanum H.Hara
- Geranium nanum Coss. ex Batt.
- Geranium napuligerum Franch.

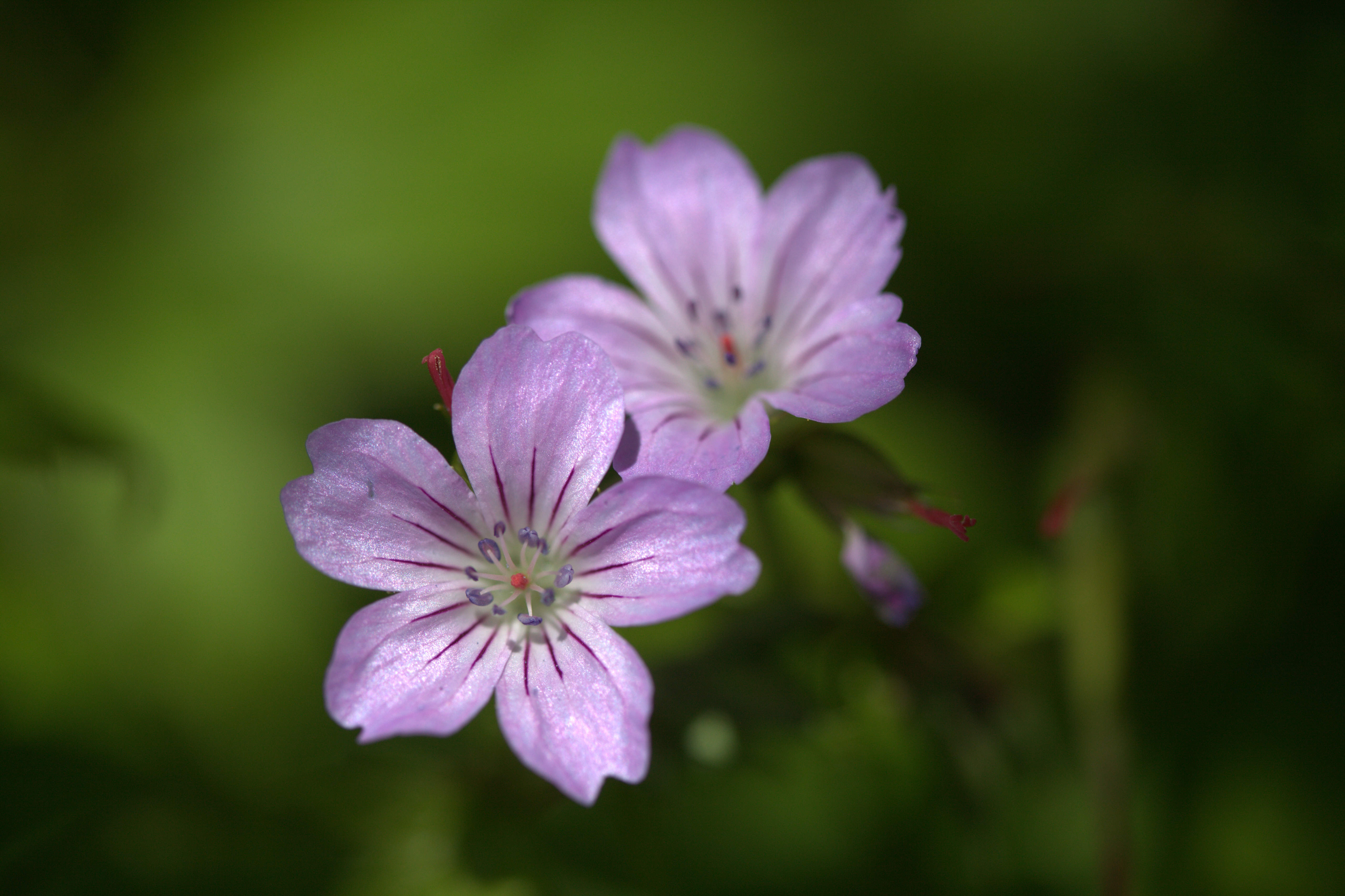
Geranium nodosum.

- Geranium natalense Hilliard & B.L.Burtt
- Geranium neglectum Carolin
- Geranium nepalense Sweet
- Geranium niuginiense Veldkamp
- Geranium nivale R.Knuth
- Geranium niveum S.Watson
- Geranium nodosum L.
- Geranium nuristanicum Schönb.-Tem.
- Geranium nyassense R.Knuth

## O
- Geranium oaxacanum H.E.Moore
- Geranium obtusisepalum Carolin
- Geranium ocellatum Jacquem. ex Cambess.
- Geranium oreganum Howell
- Geranium ornithopodioides Hilliard & B.L.Burtt
- Geranium ornithopodum Eckl. & Zeyh.

## P

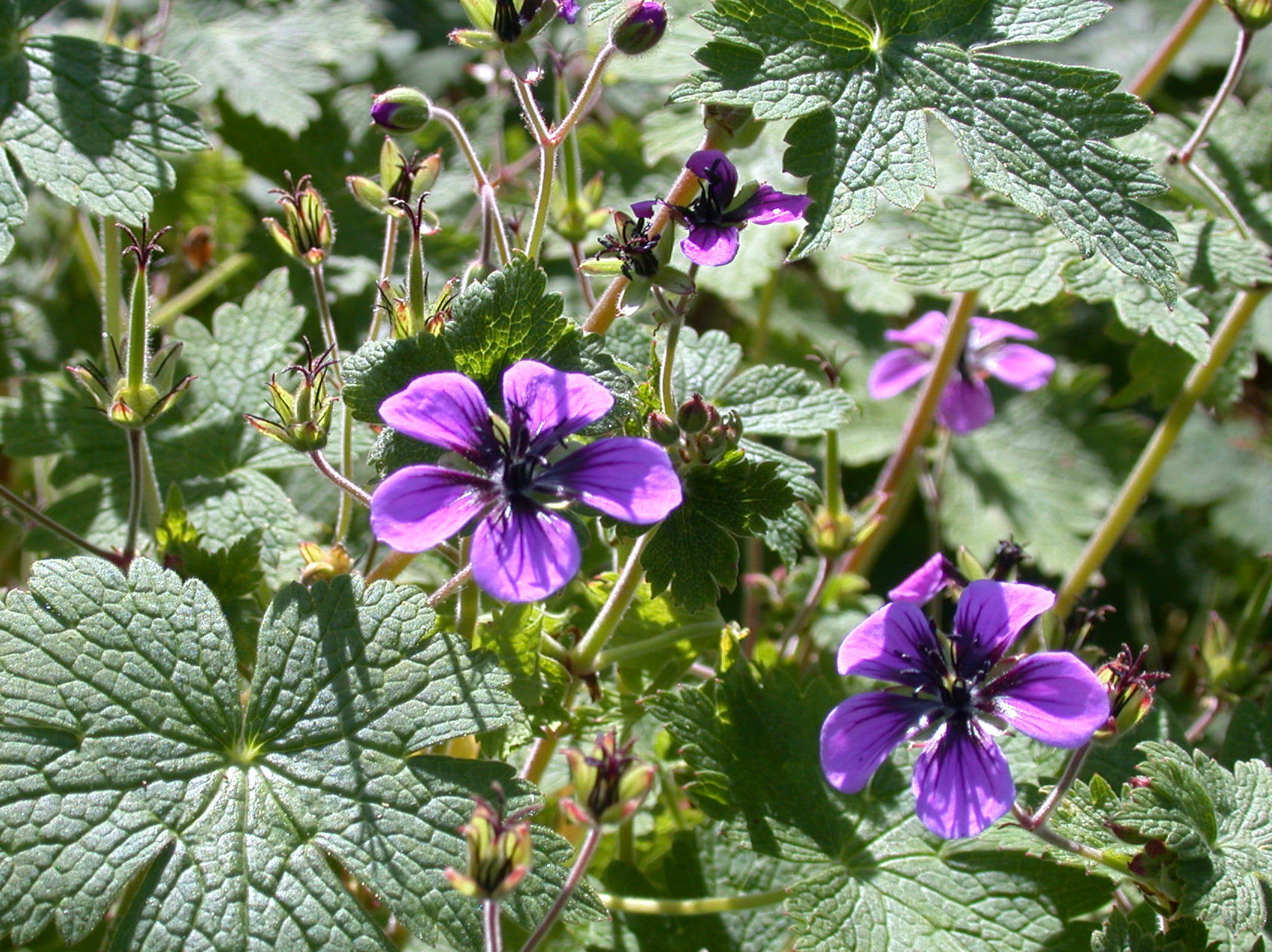
Geranium procurrens.

- Geranium palmatipartitum (Hausskn. ex R.Knuth) Aedo
- Geranium palmatum Cav.
- Geranium paludosum R.Knuth
- Geranium palustre L.
- Geranium pamiricum Ikonn.
- Geranium papuanum Ridl.
- Geranium paramicola R.Knuth
- Geranium parodii I.M.Johnst.
- Geranium pavonianum Briq.
- Geranium peloponesiacum Boiss.
- Geranium persicum Schönb.-Tem.
- Geranium peruvianum Hieron.
- Geranium petri-davisii Aedo
- Geranium phaeum L.
- Geranium pilgerianum R.Knuth
- Geranium pissjaukovae Tsyren.
- Geranium planum Halloy
- Geranium platyanthum Duthie
- Geranium platypetalum Fisch. & C.A.Mey.
- Geranium platyrenifolium Z.M.Tan
- Geranium pogonanthum Franch.
- Geranium polyanthes Edgew. & Hook.f.
- Geranium ponticum (P.H.Davis & J.Roberts) Aedo
- Geranium potentillifolium DC.
- Geranium potentilloides L'Hér. ex DC.
- Geranium potosinum H.E.Moore
- Geranium pratense L.
- Geranium pringlei Rose
- Geranium probatovae Tsyren.
- Geranium procurrens Yeo
- Geranium pseudodiffusum Aedo
- Geranium pseudosibiricum J.Mayer
- Geranium psilostemon Ledeb.
- Geranium pulchrum N.E.Br.
- Geranium purpureum Vill.
- Geranium pusillum L.
- Geranium pylzowianum Maxim.
- Geranium pyrenaicum Burm.f.

## R
- Geranium raimondii R.Knuth
- Geranium rectum Trautv.
- Geranium reflexum L.

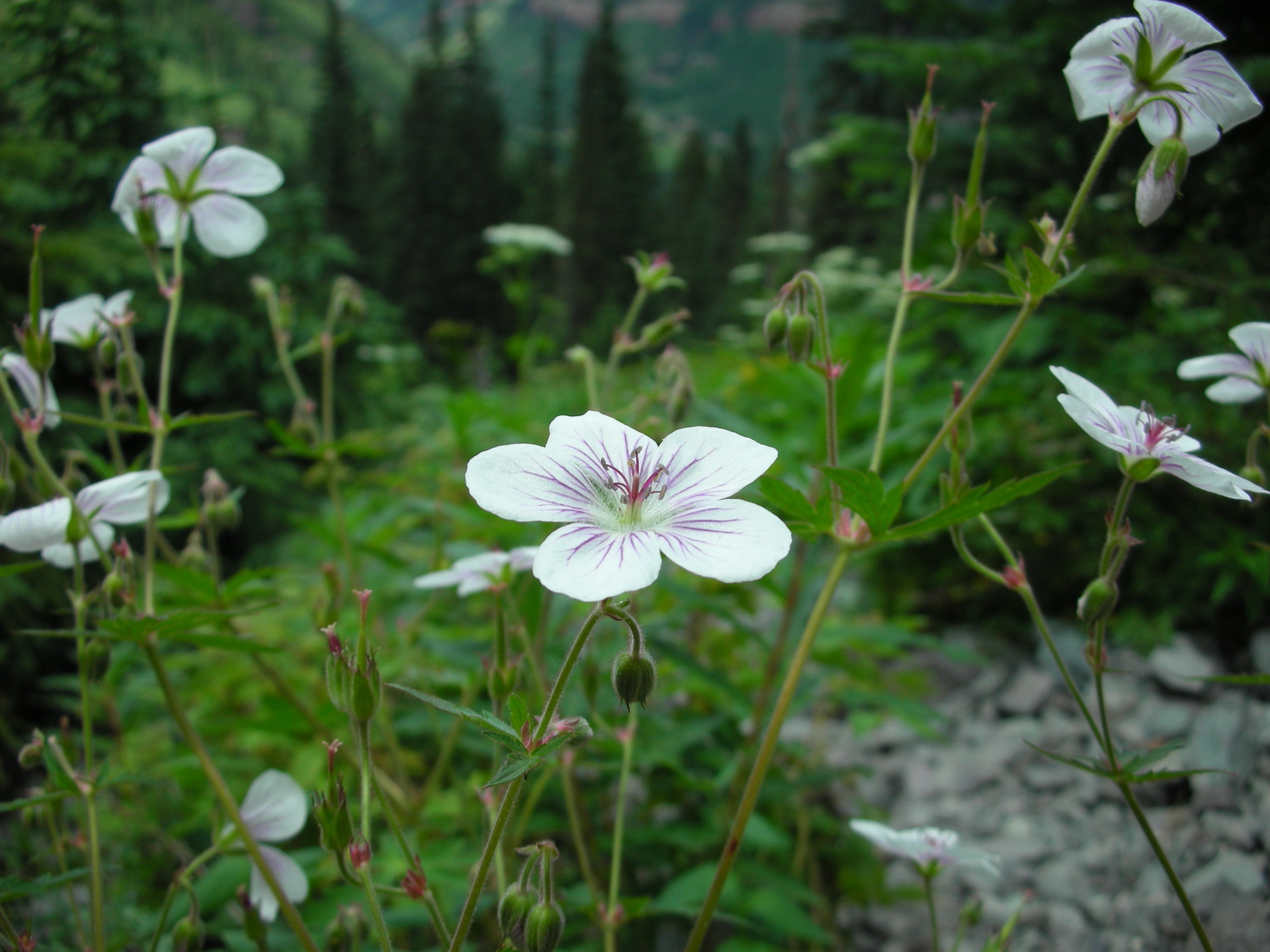
Geranium richardsonii.

- Geranium refractum Edgew. & Hook.f.
- Geranium reinii Franch. & Sav.
- Geranium renardii Trautv.
- Geranium renifolium Hieron.
- Geranium reptans R.Knuth
- Geranium retrorsum L'Hér. ex DC.
- Geranium reuteri Aedo & Muñoz Garm.
- Geranium rhomboidale H.E.Moore
- Geranium richardsonii Fisch. & Trautv.
- Geranium rivulare Vill.
- Geranium robertianum L.
- Geranium robustum Kuntze
- Geranium rosthornii R.Knuth
- Geranium rotundifolium L.
- Geranium rubifolium Lindl.
- Geranium rubricum Heenan & Courtney
- Geranium ruizii Hieron.
- Geranium rupicola Wedd.
- Geranium ruprechtii (Woronow) Grossh.

## S
- Geranium sagasteguii Aedo
- Geranium sanguineum L.N
- Geranium santanderiense R.Knuth
- Geranium saxatile Kar. & Kir.
- Geranium schiedeanum Schltdl.
- Geranium schlechteri R.Knuth

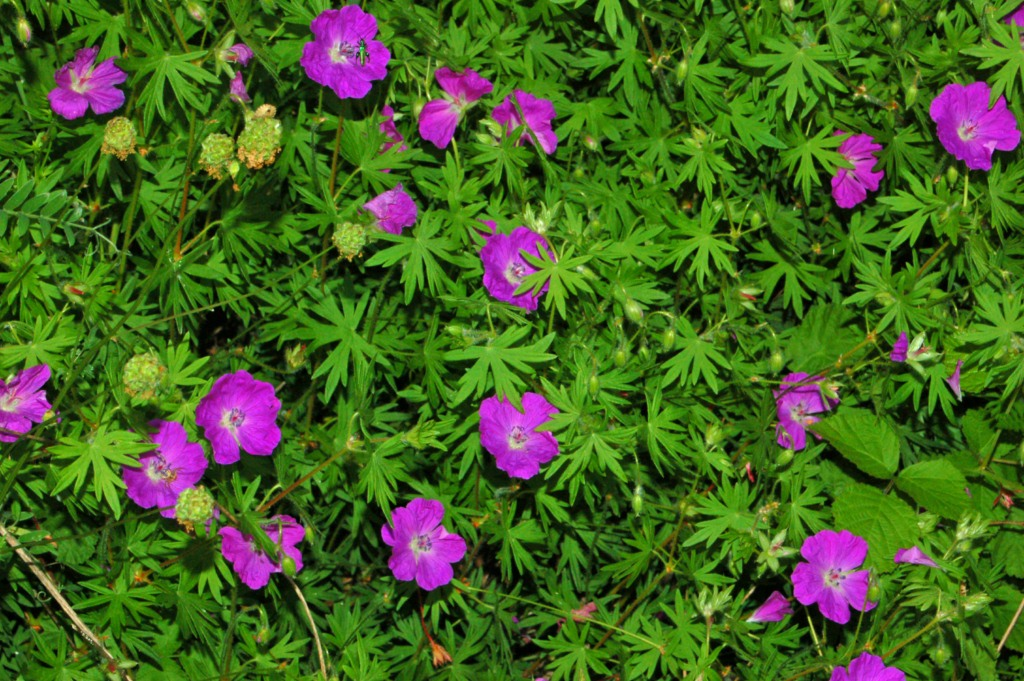
Geranium sanguineum.

- Geranium schrenkianum Trautv. ex A.K.Becker
- Geranium schultzei R.Knuth
- Geranium scullyi R.Knuth
- Geranium sebosum S.F.Blake
- Geranium seemannii Peyr.
- Geranium sergievskajae (Peschkova) Troshkina
- Geranium sericeum Willd. ex Spreng.
- Geranium sessiliflorum Cav.
- Geranium shensianum R.Knuth
- Geranium shikokianum Matsum.
- Geranium siamense Craib
- Geranium sibbaldioides Benth.
- Geranium sibiricum L.
- Geranium simense Hochst. ex A.Rich.
- Geranium sinense R.Knuth
- Geranium sintenisii Freyn
- Geranium skottsbergii R.Knuth
- Geranium smithianum R.Knuth
- Geranium soboliferum Kom.
- Geranium socolateum Heenan & Molloy
- Geranium solanderi Carolin
- Geranium solitarium Z.M.Tan
- Geranium sophiae Fed.
- Geranium soratae R.Knuth
- Geranium sparsiflorum R.Knuth
- Geranium stoloniferum Standl.
- Geranium stramineum Triana & Planch.
- Geranium strictipes R.Knuth
- Geranium stuebelii Hieron.
- Geranium subacutum (Boiss.) Aedo
- Geranium subargenteum Lange
- Geranium subcaulescens L'Hér. ex DC.
- Geranium subglabrum Hilliard & B.L.Burtt
- Geranium subnudicaule Turcz.
- Geranium suzukii Masam.
- Geranium swatense Schönb.-Tem.
- Geranium sylvaticum L.

## T
- Geranium tablasense R.Knuth
- Geranium tenue Hanks
- Geranium terminale Z.M.Tan
- Geranium texanum (Trel.) A.Heller
- Geranium thessalum Franzén

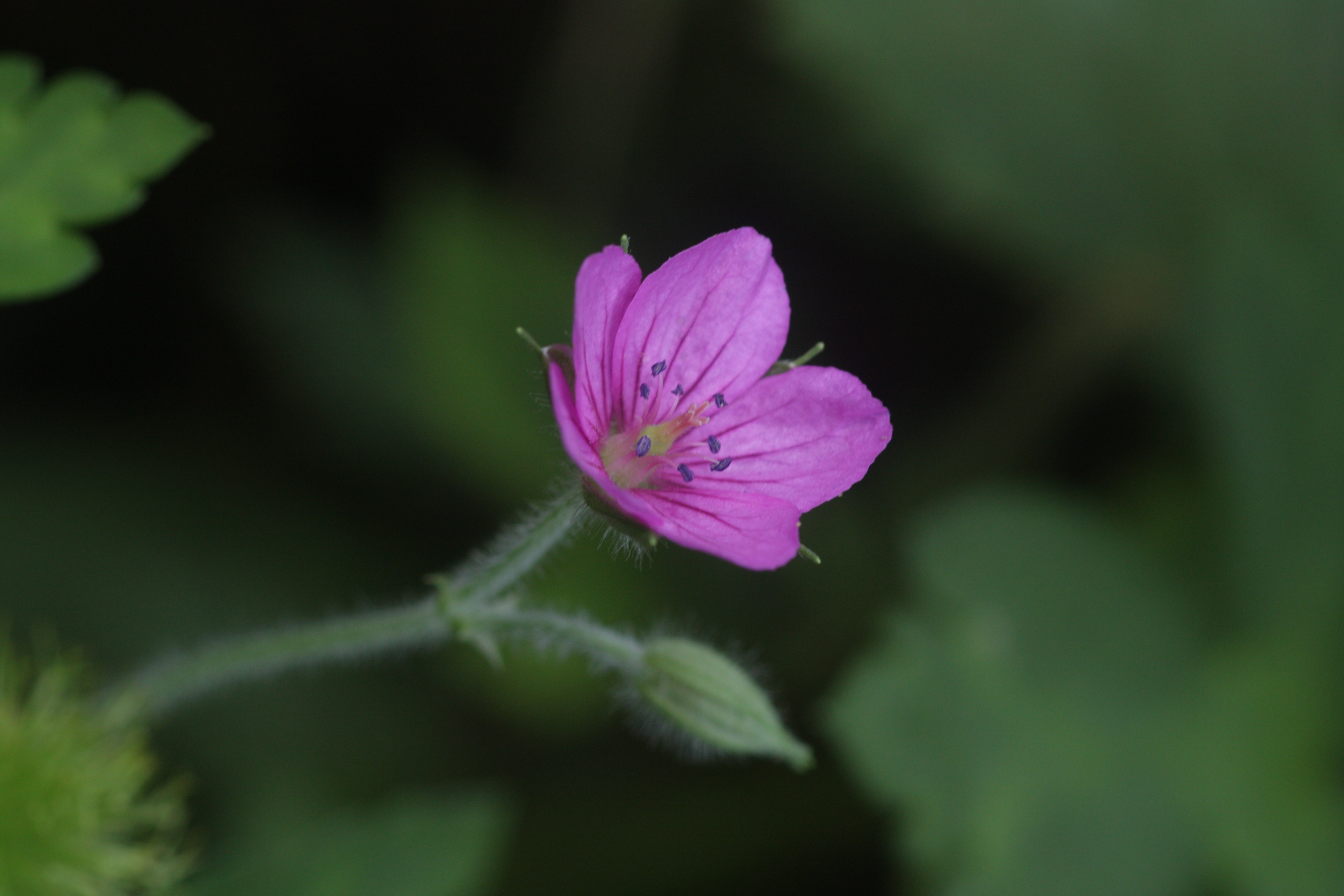
Geranium thunbergii.

- Geranium thunbergii Siebold & Zucc.
- Geranium tovarii Aedo
- Geranium traversii Hook.f.
- Geranium trilophum Boiss.
- Geranium tripartitum R.Knuth
- Geranium trolliifolium Small
- Geranium trujillense Aedo
- Geranium tuberaria Cambess.
- Geranium tuberosum L.

## U
- Geranium umbelliforme Franch.
- Geranium unguiculatum H.E.Moore
- Geranium uralense Kuvaev
- Geranium urbanum Bomble
- Geranium ussuriense Tsyren.

## V
- Geranium vagans Baker
- Geranium velutinum Turcz.
- Geranium venturianum R.Knuth
- Geranium versicolor L.
- Geranium viscosissimum Fisch. & C.A.Mey.

## W

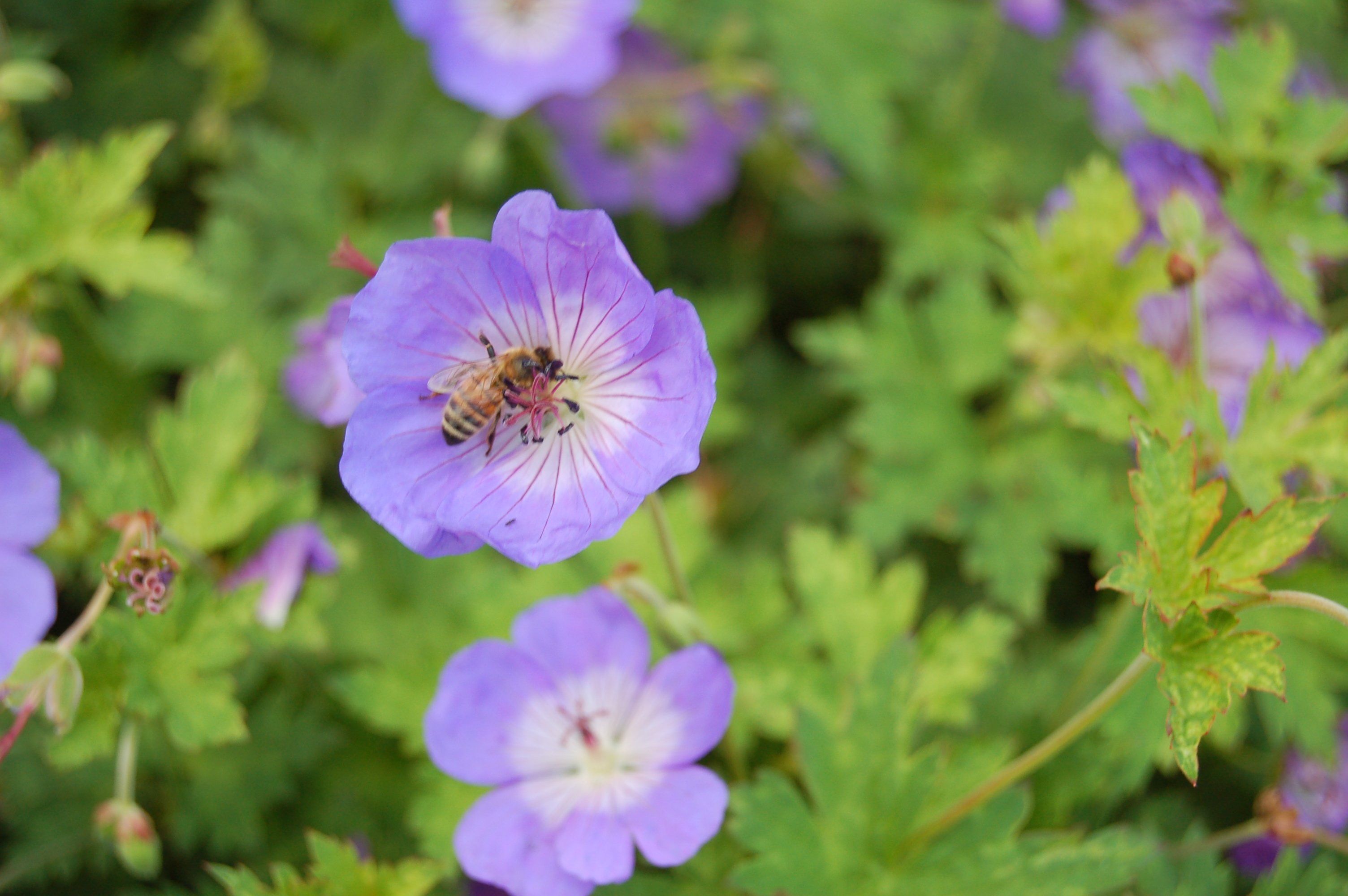
Geranium wallichianum.

- Geranium wakkerstroomianum R.Knuth
- Geranium wallichianum D.Don ex Sweet
- Geranium wardii Yeo
- Geranium weddellii Briq.
- Geranium whartonianum Veldkamp
- Geranium wilfordii Maxim.
- Geranium wilhelminae Veldkamp
- Geranium wislizeni S.Watson
- Geranium wlassovianum Fisch. ex Link

## X
- Geranium xinjiangense Chang Y.Yang

## Y
- Geranium yaanense Z.M.Tan
- Geranium yemense Deflers
- Geranium yeoi Aedo & Muñoz Garm.
- Geranium yesoense Franch. & Sav.
- Geranium yoshinoi Makino ex Nakai
- Geranium yunnanense Franch.